# Ratchet and Clank 3
Vous lisez un « article de qualité » labellisé en 2022.
Ratchet and Clank 3 (Ratchet & Clank: Up Your Arsenal en version originale) est un jeu vidéo de plateformes et de tir à la troisième personne, développé par Insomniac Games et édité par Sony Computer Entertainment à partir de 2004 sur PlayStation 2. Il s'agit du troisième opus de la série Ratchet and Clank qui fait suite à Ratchet and Clank 2 sorti un an auparavant.
Le système de jeu est similaire aux volets précédents mais introduit de nouvelles fonctionnalités comme un nouveau système de contrôle et une évolution plus approfondie des armes. Le scénario suit l'aventure du lombax Ratchet et du robot Clank dans un univers fictif afin de vaincre un robot maléfique, le Dr Néfarious, qui a l'intention de détruire toute vie organique dans la galaxie. De nouveaux personnages comme le Dr Néfarious ou Sasha font leur apparition dans cet opus, et plusieurs autres personnages proviennent du jeu original.
Ratchet and Clank 3 est le premier jeu de la série à présenter un mode multijoueur en ligne en plus du jeu classique en solo. Celui-ci peut être joué en trois modes différents disponibles sur tous les mondes et offre une sélection d'armes tirée de la campagne solo. En plus du mode multijoueur, le jeu présente de nombreuses différences avec ses prédécesseurs, comme des graphismes de qualité supérieure, des mondes plus vastes et des véhicules pilotables. La distribution reste la même par rapport aux jeux précédents ; de nouveaux acteurs sont choisis pour prêter leur voix aux nouveaux personnages.
Le jeu reçoit un accueil critique très favorable, comptabilisant une note moyenne de 91 % sur le site Metacritic. Son succès, tant critique que commercial avec un total de 3,2 millions d'exemplaires vendus dans le monde en juillet 2007, lui permet de connaître plusieurs suites directes, dont Ratchet: Gladiator.

## Trame

### Univers
Comme les précédents épisodes de la série, Ratchet and Clank 3 se déroule dans un univers de science-fiction futuriste. Ratchet et Clank, les protagonistes, voyagent de planète en planète à bord d'un vaisseau spatial. Ce troisième opus prend pour cadre la galaxie de Solana, ayant déjà servi de décor au premier épisode. Certaines planètes font par conséquent leur deuxième apparition dans la série : c'est le cas des planètes Veldin, Rilgar, Kerwan et Aridia. D'autres planètes apparaissent pour la première fois, comme la planète tropicale de Florana, les Studios Holostar ou encore le monde submergé d'Aquatos. Le Phénix, quartier général des Rangers Galactiques puis de la Force-Qwark, est une station spatiale qui sert de point stratégique, le joueur étant amené à y revenir plusieurs fois au cours du jeu,.
Le climat et les paysages varient grandement d'une planète à l'autre au sein de la galaxie Solana. Cette dernière dispose de son propre gouvernement, lequel est dirigé par le Président galactique Phyronix. Ce dernier est responsable de la sécurité et du bien-être des habitants de la galaxie, par le biais d'une section d'agents robotiques d'élites appelés Rangers galactiques,,. La compagnie d'armement Gadgetron détient le monopole sur la production d'armes, de gadgets et d'équipements divers au sein de la galaxie de Solana. Chaque planète comprend au moins un point de vente Gadgetron, qui prend la forme d'un cube stylisé au-dessus duquel flotte le logo de l'entreprise. Il est possible d'y acheter armes et munitions.

### Personnages
Le joueur incarne le personnage principal de la série, Ratchet, un Lombax originaire de la planète Veldin. Il utilise une clé à molette dans les combats au corps à corps et un très large arsenal d'armes. Clank, le compagnon robotique de Ratchet et deuxième personnage principal, devenu la vedette d'une série télévisée populaire intitulée Secret Agent Clank depuis les précédents opus de la série, est généralement attaché dans son dos et utilise diverses fonctionnalités pour améliorer les mouvements de Ratchet,,.
Le Dr Néfarious, l'antagoniste principal du jeu, est la version robotique d'un être organique très ancien. Il hait la vie organique et veut tout faire pour la détruire. Ses sbires sont les Tyhrranoïdes, une armée de robots composée de robots miniatures et géants, de gladiateurs, de ninjas, de robots volants, ou encore des robots équipés de lourdes masses. Le Dr Nefarious est assisté par un robot, Lawrence, qui lui fait office de majordome. Il est aussi ponctuellement aidé par une femme robot nommée Courtney Gears, connue comme une vedette de la musique pop,,.
Des personnages secondaires déjà vus dans les épisodes précédents sont présents, comme le Capitaine Qwark, un homme égocentrique autrefois considéré comme un super-héros dans la galaxie de Solana et s'étant notamment fait connaitre pour avoir déjoué les plans du Dr Néfarious. Sa réputation a depuis été ternie par différents scandales, mentionnés dans les deux premiers épisodes. Lorsque Ratchet et Clank le retrouvent, il décide de fonder la « Force-Qwark », une équipe d'agents dont l'objectif est de vaincre à nouveau le Dr Néfarious. Parmi les recrues de la Force-Qwark se trouvent d'autres personnages aperçus dans le premier opus de la série : Helga, un robot à la forte corpulence et facilement irritable qui enseigne le fitness ; Al, un spécialiste en informatique ; et Skidd, un ancien champion de course d'hoverboard.
Le jeu introduit enfin de nouveaux personnages : le Président galactique Phyronix, qui gouverne la galaxie de Solana, et sa fille Sasha, qui est le capitaine du Phénix et se trouve à la tête des Rangers galactiques, des robots entraînés à la défense des citoyens de Solana,.

### Scénario

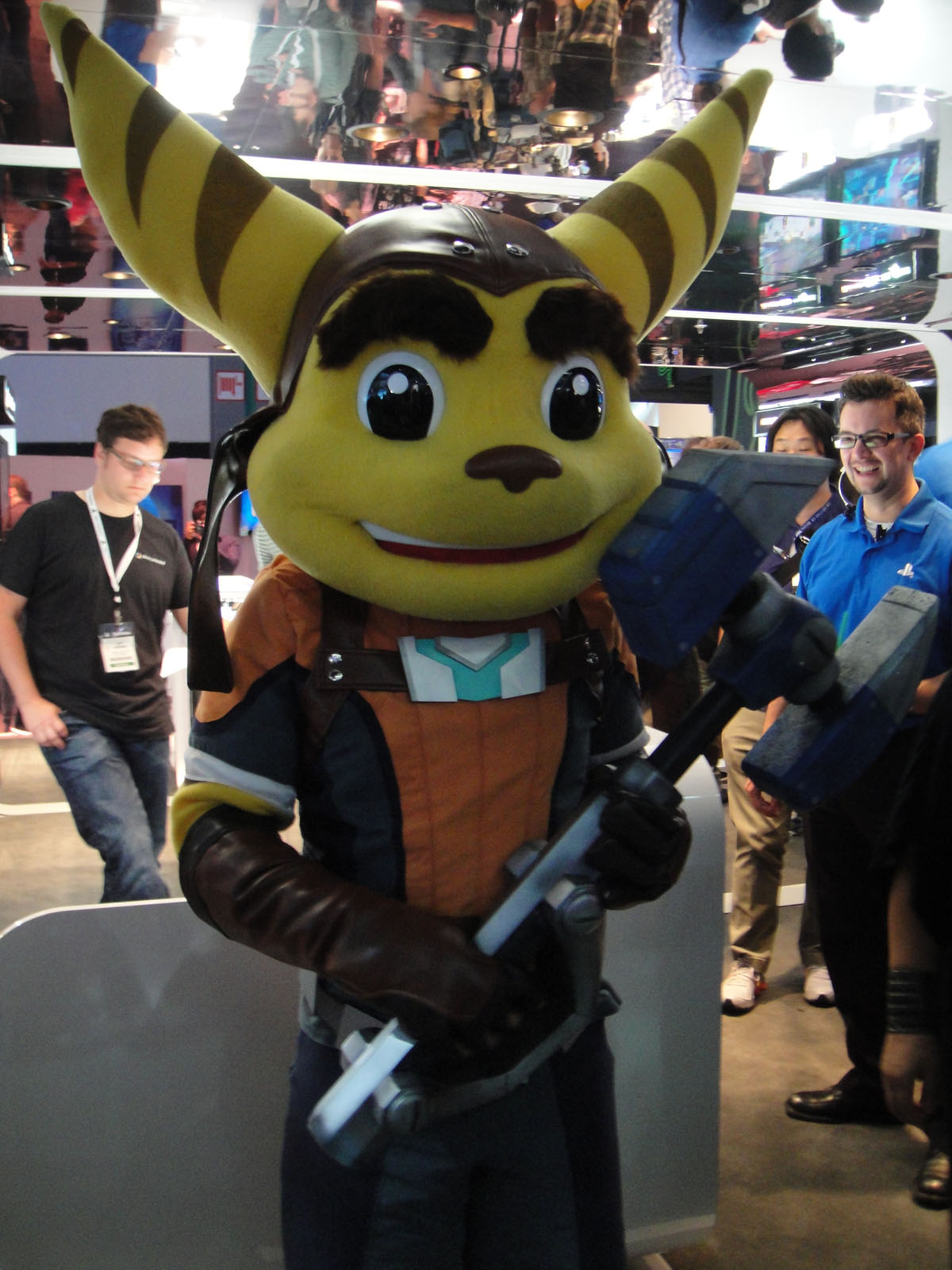
Cosplay de Ratchet, personnage principal du jeu.

Alors qu'il joue tranquillement aux échecs dans le luxueux appartement de Clank sur Megapolis, Ratchet reçoit un message l'informant que sa planète d'origine, Veldin, est attaquée par une armée de Tyhrranoïdes. En tant que Sergent des Rangers Galactiques, il mène un assaut pour chasser les envahisseurs, qui semblent utiliser des armes et des équipements très sophistiqués. Lors d'une réunion préparatoire suivant sa victoire sur Veldin, le Président galactique informe le duo que le responsable de cette invasion serait un ancien ennemi connu sous le nom de Dr Néfarious. Comme peu de choses sont connues à son sujet, les Rangers décident de retrouver le seul homme à l'avoir jamais battu : le Capitaine Qwark. Ratchet découvre que ce dernier vit avec une tribu indigène sur la planète Florana, et se prend pour un singe. Il le retrouve et l'emmène sur le vaisseau Phénix, où il rencontre le Capitaine Ranger Sasha. Après avoir retrouvé toute sa tête, Qwark forme la « Force-Qwark », une troupe « d'élite » qui lui obéit au doigt et à l'œil. Il ordonne ensuite à Ratchet, Clank et à l'agent de la Force-Qwark Skidd McMarx d'infiltrer la base de Néfarious sur la planète Aquatos,,. En piratant la base de données du Dr Néfarious, Clank obtient une carte de Tyhrranosis, la planète où vivent les Tyhrranoïdes. Après que Ratchet réussit à tuer la reine des Tyhrranoïdes, Dr Néfarious envoie un message pour se moquer de la Force-Qwark. Al, le technicien expert de l'équipe retrace le parcours jusqu'à une usine de munitions située sur la planète Daxx.
Là-bas, Ratchet et Clank apprennent que Néfarious a construit une arme appelée le Bioblitérateur, mais ils sont incapables d'en savoir plus sur celle-ci. Ils trouvent également un clip musical produit par la pop-star, Courtney Gears, parodie de Britney Spears, dans lequel la chanteuse demande à des robots de détruire toutes formes de vie organique. Clank organise un rendez-vous avec Courtney Gears, mais cette dernière le rend inconscient et le livre à Néfarious. Étant au courant de la célébrité de Clank dans son rôle dans la série Agent secret Clank, Néfarious lui demande d'être son représentant dans son plan pour effacer toutes races organiques, mais il refuse. Pour se venger, Néfarious crée un double diabolique de Clank, Klunk, afin qu'il prenne sa place. Ignorant cette tromperie, Ratchet entreprend une mission avec Skidd pour enquêter sur les activités ennemies qui ont lieu sur les lunes d'Obani. Lorsque Ratchet retourne au Phénix, Courtney Gears enlève Skidd et le transforme en robot. Ratchet confronte alors la chanteuse dans un combat à l'issue duquel il parvient à la désactiver et à mettre Skidd à l'abri. Pendant ce temps, Sasha localise le vaisseau de Néfarious, le Léviathan, amarré au spatio-port de Zeldren, où elle envoie Ratchet et Qwark pour appréhender le docteur. Néfarious révèle alors que toute cette rencontre est un piège et active le système d'auto-destruction de son croiseur avant de s'échapper. Qwark veut vérifier des informations et refuse de fuir ; il est pris dans l'explosion du vaisseau.
Après une brève cérémonie commémorative en l'honneur de Qwark à bord du Phénix, Ratchet part aider les Rangers à lutter contre une invasion tyhrranoïde dans la ville de Metropolis. Dévoilant son Bioblitérateur fraîchement terminé, Néfarious l'utilise pour transformer les citoyens de Metropolis et ses soldats tyhrranoïdes en robots. Après s'être à nouveau enfui, il ordonne à Klunk de tuer Ratchet. Une fois le double maléfique vaincu, Ratchet et Clank se retrouvent et jurent d'arrêter Néfarious. En fouillant les restes du Léviathan, ils trouvent des preuves que Qwark a falsifié sa mort. Un message secret dissimulé à bord du Phénix révèle l'emplacement d'une cachette où Qwark, dominé par sa lâcheté, refuse de se battre de nouveau. Après avoir défait une attaque sur le Phénix, le duo intercepte le Bioblitérateur et Clank le détruit avec un canon à ions. Cependant, Sasha les informe qu'un deuxième Bioblitérateur, plus performant, est en train d'être apprêté pour son lancement au principal centre de commande de Néfarious, sur la planète Mylon. Ratchet et Clank localisent le docteur et le battent, mais il active le Bioblitérateur qui se transforme en un robot géant lourdement armé. Avant qu'il n'écrase Ratchet, Qwark s'envole afin de le distraire, donnant au duo l'occasion de détruire l'arme. Néfarious et son majordome Lawrence tentent de s'échapper en utilisant le télé-porteur, mais celui-ci fonctionne mal et ils échouent sur un astéroïde esseulé. La galaxie de nouveau en sûreté, la Force-Qwark et ses alliés assistent à une projection en avant-première du nouvel holofilm d'Agent secret Clank.

## Système de jeu

### Généralités

Logo de la version originale du jeu, Ratchet & Clank: Up Your Arsenal.

Le joueur contrôle Ratchet, qui affronte un large panel d'ennemis dans de nombreux niveaux. Alors qu'il s'écarte d'un classique jeu de plates-formes, Ratchet and Clank 3 offre toujours quelques caractéristiques de base d'un tel jeu, mais en ajoutant de nombreux éléments d'un jeu d'action et de tir ; PGNx Media le qualifie de « jeu de plates-formes de combat ». Le jeu présente à la fois des combats en corps-à-corps et des combats à distance et considère son arsenal large et varié comme l'une de ses principales caractéristiques, comme cela avait été le cas dans les jeux précédents.
Le joueur peut récolter des unités monétaires sous la forme de « boulons » lorsqu'il déplace Ratchet. Elles apparaissent quand le joueur détruit des objets cassables, des caisses en bois ou élimine les ennemis, disséminés tout au long des niveaux. Les boulons permettent d'acheter de nouvelles armes et munitions, des armures et des éléments de personnalisation de son vaisseau spatial. La collecte de boulons en titane, rares et volontairement cachés, permet d'acquérir de nouvelles capacités pour Ratchet. Outre les caisses en bois, il y a également des caisses transparentes de « Nanotech », qui redonnent de la santé, des caisses bleues qui contiennent des munitions, des caisses vertes, qui doublent la valeur des boulons collectés pendant un temps donné, des caisses rouges, qui explosent au contact du personnage, et des « caisses infernales », qui renforcent l'armure et les armes de Ratchet durant un temps limité.
Tout au long de sa progression au travers du jeu, Ratchet, en plus de sa clé à molette qui lui permet d'attaquer les ennemis en corps-à-corps, dispose d'un arsenal composé d'un total de vingt armes. Il y est également possible d'accéder à une arène d'entraînement afin de se familiariser au maniement des armes et gadgets du jeu,. Chacune des armes disponibles pour le joueur possède huit niveaux d'amélioration, qui permettent de renforcer la puissance d'attaque, d'augmenter le nombre maximum de munitions ou même de changer les facultés de l'arme. Cinq de ces améliorations sont disponibles après l'achat d'une arme dans le jeu et les trois suivantes peuvent être obtenues une fois que le joueur a terminé le jeu et qu'il le recommence en « mode challenge ». Parmi les principales armes disponibles au cours du jeu, Ratchet manie le « Tempête N60 », une sorte de mitrailleuse, le « Foudroyeur », qui fait office de fusil de chasse, le « Lance-grenades », le « Fusil-Flux », qui est un fusil de précision, le « Pistolet à lave », le « Fouet à plasma » ou encore le « Canardator », qui permet de transformer les ennemis en canards.
En plus des armes, utilisées principalement en combat, le jeu présente dix gadgets qui peuvent être collectés pour être utilisés dans des situations précises, comme franchir des ravins, marcher sur certains murs et plafonds ou encore courir très vite. Un autre gadget permet de se déguiser en Tyhrranoïde, ce qui permet d'accéder à des zones autrement inaccessibles, en discutant avec les ennemis au moyen d'une combinaison de boutons définie qu'il faut ensuite reproduire avec la manette,,.

### Missions et mini-jeux
Ratchet peut prendre part à des missions facultatives, en rejoignant des champs de bataille où il doit s'emparer d'une base en affrontant des vagues d'ennemis, ou en intégrant une arène de combat, le mettant aux prises à de nombreux ennemis ou à un ou deux boss particulièrement difficiles à vaincre. Dans les deux cas, une victoire dans l'un ou l'autre type de missions permet de remporter des boulons.
Dans certaines zones, le joueur contrôle Clank. Par le biais d'un menu de commandes, Clank peut donner des ordres à de petits robots appelés « robots-gadgets » afin de résoudre des énigmes ou attaquer des ennemis. Il est parfois suivi par Scrunch, un singe qui l'aide à déverrouiller des zones initialement inaccessibles. Pour ce faire, Clank doit lancer une banane à l'aide d'un pistolet sur un interrupteur situé dans cette zone, que Srunch va ensuite activer. Clank peut également être contrôlé dans des passages où il se présente sous une forme géante et plus avancée et ainsi combattre des ennemis de taille similaire. Sous cette forme, sa barre de santé est considérablement augmentée et sa puissance de feu est fortement augmentée grâce à la possibilité d'utiliser des roquettes et des bombes,.
En outre, le joueur peut également contrôler le Capitaine Qwark dans cinq niveaux à défilement horizontal en deux dimensions appelés « Vidéos-Fun », lesquels construisent l'histoire de Qwark et de sa première quête contre le Dr Néfarious,,. Dans ces niveaux, le Capitaine Qwark se déplace de gauche à droite, escalade des échelles, se hisse sur des rebords, saute sur des plates-formes qui disparaissent peu après qu'il y accède et franchit des fossés. Tout au long de ces niveaux, il récupère des jetons et combat ses ennemis, des extraterrestres et des boules de feu, en leur donnant des coups de poing ou en récupérant des munitions pour son arme. Enfin, chaque niveau se termine par l'affrontement d'un boss.

### Mode multijoueur
Le jeu contient également un mode multijoueur qui supporte un total de huit joueurs connectés en même temps et un chat vocal utilisable grâce à un casque audio compatible avec la PlayStation 2. Les joueurs peuvent s'affronter en ligne ou sur la même console. En ligne, les participants s'identifient grâce à un compte. Ils peuvent ajouter d'autres joueurs à une liste d'amis, créer un clan, discuter entre eux et affronter un clan adverse,.
Ce mode de jeu offre la possibilité de s'affronter dans un match à mort, une capture du drapeau, ou un siège : le but de ce dernier consiste pour chaque équipe à défendre sa base tout en allant assiéger celle de l'adversaire. Chaque base est également protégée par quatre tourelles tandis que le terrain de jeu dispose de points stratégiques pouvant faire office de bases intermédiaires. Pour chacun de ces jeux, il est possible de paramétrer les armes disponibles, des munitions illimitées ou non, ou encore restreindre la partie aux joueurs ayant un certain niveau de compétences,,.
Dans le mode multijoueur, les participants peuvent utiliser deux véhicules différents : le Turbo Slider, un véhicule roulant à deux places, équipé d'une mitrailleuse et accueillant un conducteur et un tireur ; l'aéroglisseur, qui dispose des mêmes fonctions à la différence qu'il plane au-dessus du sol.

## Développement

### Des rumeurs à l'officialisation du jeu

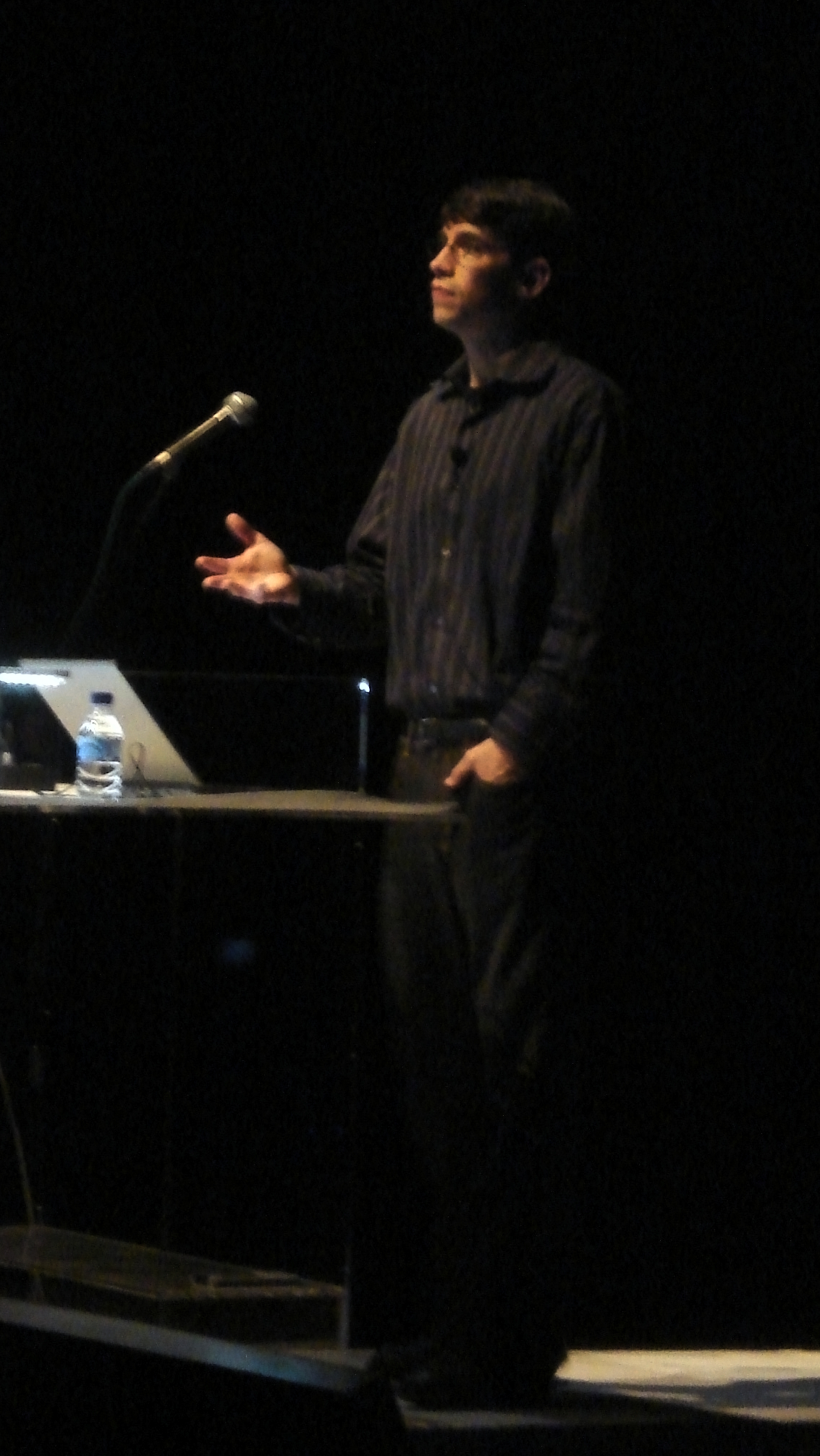
Ted Price, président d'Insomniac Games et producteur du jeu.

En août 2003, alors que le développement de Ratchet and Clank 2 arrive à son terme, la presse spécialisée rapporte qu'Insomniac Games a commencé le travail de conception de Ratchet and Clank 3, pour une publication sur PlayStation 2 à Noël 2004. Ces informations deviennent insistantes jusqu'à début février 2004, lorsque Sony Computer Entertainment America les qualifie de « rumeurs ». Pourtant, à la fin de ce même mois, l'entreprise américaine, forte du succès de Ratchet and Clank 2, alors écoulé à plus d'un million d'exemplaires, annonce la parution du troisième opus de la série Ratchet and Clank pour l'automne 2004 et publie les premières images du jeu,. Début mars, la presse américaine fait état du nom du jeu dans sa version originale, Ratchet and Clank: Up Your Arsenal, d'une sortie prévue respectivement pour la rentrée de septembre et l'hiver 2004 aux États-Unis et en Europe et rapporte la présence d'un mode multijoueur, permettant des parties jusqu'à huit personnes connectées en ligne,.

### Une première version de développement en avril 2004
En avril 2004, après quatre mois de développement, Ted Price, le président-directeur général d'Insomniac Games, présente à la presse spécialisée une première version de démonstration de Ratchet and Clank 3, qualifié comme « le jeu le plus ambitieux » conçu par la société de développement américaine. Celle-ci comporte un système de jeu déjà avancé, avec des niveaux plus grands et vingt armes à disposition. Parmi les nouveautés apportées à cet opus, les armes bénéficient de cinq niveaux d'amélioration, à l'instar des jeux de rôle où il est possible d'améliorer son équipement. L'une des nouvelles armes est l'Infecteur, qui permet d'infecter un ennemi qui va ensuite se battre contre les autres adversaires et les infecter à leur tour. Cela a nécessité la réécriture d'une grande partie du moteur de jeu. Les points de vie de Ratchet ont été augmentés, ce qui a permis à l'équipe de développement d'imaginer des défis plus difficiles et d'augmenter de 50 % le nombre d'ennemis par rapport à Ratchet and Clank 2. L'intelligence artificielle a été également améliorée : les ennemis sont désormais capables de prédire les attaques de Ratchet, en esquivant ses coups de clé à molette ou en se protégeant le visage des coups de fouet et des explosions de bombe.
Le mode multijoueur est envisagé au cours du développement de Ratchet and Clank 2, mais l'équipe de développement n'est pas suffisamment nombreuse, ni pleinement satisfaite des graphismes du jeu, pour en réaliser la conception avant le troisième opus, sur lequel travaillent désormais une centaine d'employés. Ce mode multijoueur, qui a des airs de Battlefield 1942 d'après les spécialistes, est cependant moins développé puisque seul le mini-jeu Capture du drapeau est testé par les journalistes spécialisés à ce moment, mais Brian Hastings, le coproducteur du jeu, affiche ses ambitions : « Nous avons l'intention et nous allons rivaliser avec les meilleurs jeux multijoueurs et en ligne en novembre. Je crois vraiment que ce que nous avons fait ici va représenter le plus grand progrès dans le genre jeux de plates-formes depuis Mario 64 ». D'après les développeurs, la réalisation de l'écran partagé a été la tâche de conception la plus difficile du mode multijoueur et a demandé un mois de travail,.
Les graphismes du jeu sont également très stables à ce stade du développement et l'audio, que ce soit la bande-son ou les doublages, a le même style que celui des précédents opus de la série,.

### Présentation et récompenses à l'Electronic Entertainment Expo
Une version de démonstration, proche de la version finale du jeu, est dévoilée au public lors de l'Electronic Entertainment Expo, qui s'est tenu à Los Angeles, du 15 au 18 mai 2004. Ratchet and Clank 3 est présenté comme un nouvel opus qui diffère considérablement de ses prédécesseurs, au point qu'il est décrit comme « deux jeux en un » : une expérience solo d'une part, un jeu multijoueur d'autre part. Insomniac Games considère que les étapes clés dans le processus de développement sont les rigoureuses séances de tests effectuées par l'équipe de développement, notamment afin de jauger le niveau de puissance des armes de Ratchet, afin qu'elles ne soient ni trop faibles, ni trop puissantes par rapport aux ennemis à affronter. En étroite collaboration avec Sony et attentif au retour des joueurs de la série Ratchet and Clank, le développeur recueille de nombreuses informations pour améliorer le jeu, qui fait appel à plusieurs genres avec l'inclusion d'éléments de plates-formes, d'action ou de jeu à défilement horizontal afin de satisfaire un large public de joueurs.
Lors de l'Electronic Entertainment Expo, Insomniac Games présente le jeu à défilement horizontal qui met en scène le Capitaine Qwark, mais celui-ci n'est pas encore jouable. Il est toutefois possible d'essayer la version multijoueur et le mode « siège », inspiré de Unreal Tournament 2004 selon les développeurs, mais les véhicules n'y sont pas encore disponibles. Insomniac Games annonce que Ratchet and Clank 3 affiche soixante images par seconde en mode solo et trente images par seconde en multijoueur en écran partagé (jusqu'à 4 joueurs en même temps). La société américaine annonce que le mode multijoueur en ligne n'est disponible qu'en haut débit,,.
Durant cet événement, Ratchet and Clank 3 obtient le prix du jeu vidéo d'action de l'année par le site spécialisé 1UP.com et est nommé pour le prix du meilleur jeu d'action et d'aventure, aux côtés de God of War, Prince of Persia : L'Âme du guerrier, Resident Evil 4 et Splinter Cell 3,.

### Version bêta du jeu en août 2004
En août 2004, Insomniac Games présente une version bêta en ligne de Ratchet and Clank 3 lors de la cérémonie de G-Phoria (en), consacrée à des remises de prix de jeux vidéo. Celle-ci présente plus en détail le gameplay des niveaux mettant en scène le Capitaine Qwark, désormais essayables par les journalistes de la presse spécialisée et par les consommateurs, tout comme le mode « siège » du multijoueur qui s'approche de la version finale du jeu.
En septembre 2004, Sony ouvre le site internet officiel du jeu, sur lequel sont publiées des informations, des vidéos et des images de Ratchet and Clank 3. Une nouvelle version de démonstration du jeu est présentée lors du Tokyo Game Show, organisé du 24 au 26 septembre.

## Audio

### Bande originale
Comme pour les deux jeux précédents, la bande originale est composée par David Bergeaud et Niels Bye Nielsen, et comporte un total de soixante-huit pistes. Elle est publiée en 2004, en même temps que le jeu. Selon Jean-Marc Walliman de Jeuxvideo.com, la musique « bien marrante » apporte une « ambiance fun et décontractée ».

### Distribution

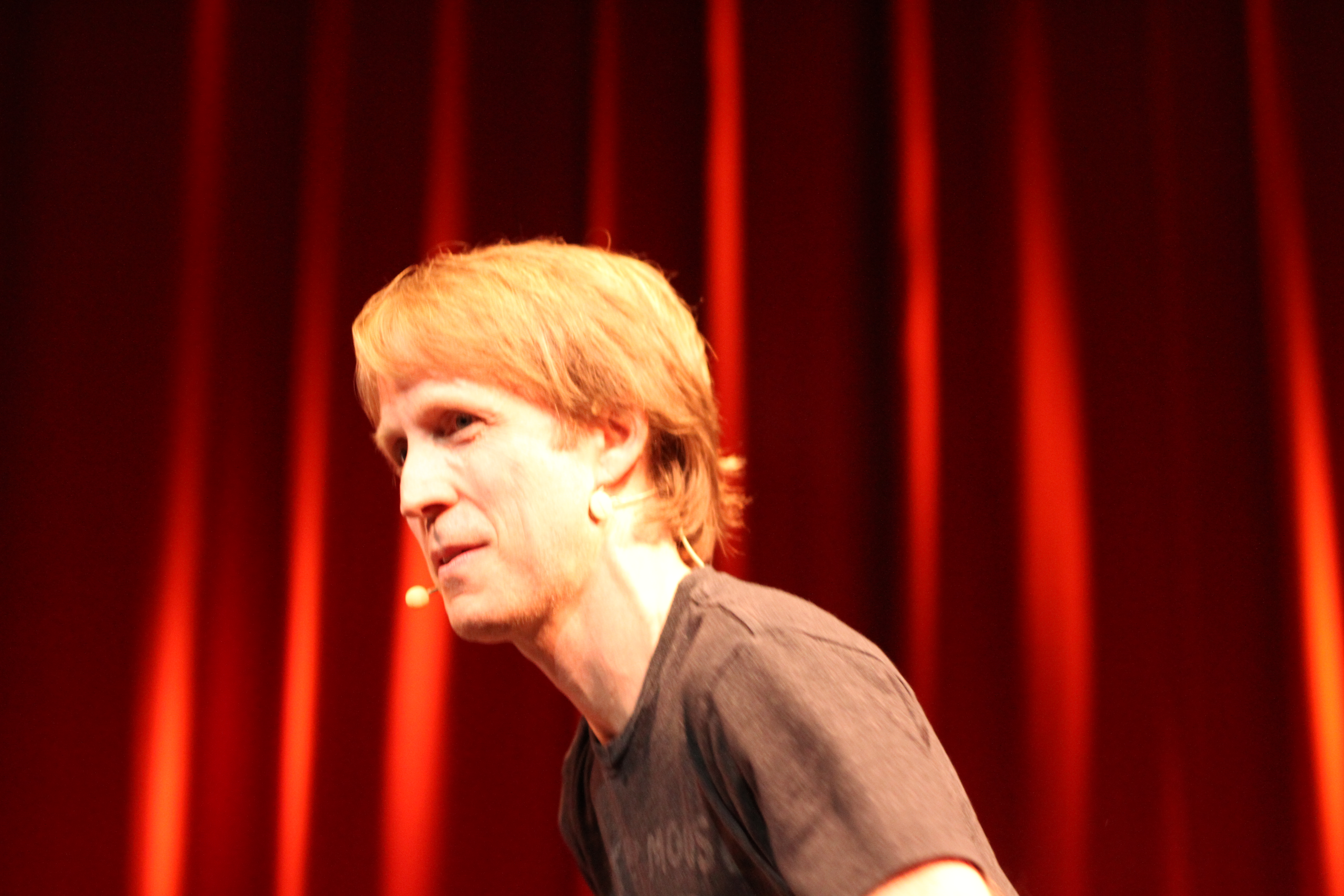
James Arnold Taylor prête sa voix au personnage principal du jeu, Ratchet.

La version originale, en anglais, de Ratchet and Clank 3 fait appel aux même acteurs que le précédent jeu pour la voix des personnages principaux. Ainsi, James Arnold Taylor prête sa voix à Ratchet, David Kaye reprend le rôle de Clank et Jim Ward celui du Capitaine Qwark. Jim Ward interprète également un Tyhrranoïde, Scorpio et Skrunch. Armin Shimerman prête sa voix au principal antagoniste du jeu, le Dr Néfarious. La star de la pop Courtney Gears est interprétée par la chanteuse américaine Melissa Disney. Parmi les autres voix célèbres de la version anglaise, peuvent être citées Leslie Carrara, Sylvia Aimerito, Christopher Hatfield, Neil Flynn, Mona Marshall, Fred Tatasciore, Lindsay Schnebly, James Horan et Michael Bell.

## Commercialisation
Ratchet and Clank 3 paraît, sur PlayStation 2, en Amérique du Nord le 2 novembre 2004, puis à la mi-novembre dans les différents pays européens, le 18 novembre en Australie et le 25 novembre de la même année au Japon. Il est réédité en Europe dans la gamme Platinum le 10 juin 2005, puis au Japon dans la gamme PlayStation 2 the Best le 7 juillet 2005 et aux États-Unis dans la gamme Greatest Hits le 25 août 2005,,.
Le 20 mars 2009, Insomniac Games publie en Europe Ratchet & Clank Triple Pack, une compilation réunissant Ratchet and Clank, Ratchet and Clank 2 et Ratchet and Clank 3, les trois premiers jeux de la série développés pour PlayStation 2.
Ratchet and Clank 3 est réédité, en haute définition, sur le PlayStation Store, pour une utilisation sur PlayStation 3, le 27 juin 2012 en Europe et le 28 août 2012 dans le reste du monde, puis sur PlayStation Vita, le 2 juillet 2014,,.

## Accueil

### Réception critique
Rapidement après sa sortie, Ratchet and Clank 3 reçoit de nombreuses critiques positives. Selon la compilation de critiques de Metacritic, douze critiques différentes donnent au jeu la meilleure note possible. Dans la presse anglophone, Benjamin Turner de GameSpy souligne qu'il s'agit d'un « très bon jeu solo » et que si c'était le « dernier jeu Ratchet and Clank, alors la série se terminerait sur une très bonne note » en ajoutant que l'« aspect multijoueur le propulse réellement au-dessus de ses prédécesseurs ». Jeremy Dunham, du site IGN, applaudit un opus incontournable, meilleur que Jak 3 et constituant une alternative moins violente à Grand Theft Auto: San Andreas, mais regrette que le jeu soit plus simple que l'épisode précédent, Ratchet and Clank 2. Jeff Gerstmann (en), de GameSpot, loue un « jeu vraiment génial », mais reproche au système de jeu d'être trop proche du titre précédent, un avis partagé par la presse francophone, tant par Jean-Marc Walliman, du site Jeuxvideo.com, qui observe un épisode moins innovant, tout en restant une valeur sûre en raison de « l'ambiance délirante, [de] l'inventivité des armes et surtout [du] multijoueur bien fun », que par Frédéric Luu du site Gamekult, qui estime que « les plus réguliers préféreront peut-être faire l'impasse cette année pour se tourner vers des productions plus novatrices »,,.
Les graphismes de Ratchet and Clank 3 sont salués par la critique. GameSpot juge un jeu « superbe » qui « fait ressortir le meilleur de la PlayStation 2 » : pour ce site anglophone, l'action est fluide, les environnements sont imprégnés de lumières et de couleurs et les personnages sont très bien animés. IGN partage cet avis et apprécie des « explosions vraiment satisfaisantes », alors que l'animation des personnages, par l'expression de leurs visages et leurs déplacements, met en valeur leur personnalité. Dans la presse francophone, le mensuel Consoles + applaudit un jeu « au meilleur de sa forme et incroyable », tandis que Jeuxvideo.com estime que « les effets spéciaux sont maîtrisés sur le bout des pixels »,. Enfin, le site Gamekult se montre bien plus nuancé et estime qu'Insomniac Games s'est reposé sur ses lauriers : si les graphismes offrent une « bonne profondeur de champ, des décors variés et surtout, une fluidité toujours aussi marquante », ils n'ont que très peu évolué depuis le premier épisode de la série, les niveaux semblent génériques et les personnages « ne marqueront pas toujours les esprits ».
Le gameplay de cet opus reçoit également des critiques positives. Le magazine Consoles + apprécie « des challenges à gogo et une difficulté superbement progressive », et remarque la « simulation de robot géant avec Clank et le jeu de plates-formes old-school avec Qwark qui jalonnent un titre fort convaincant ». Gamekult, qui juge le jeu « très défoulant », les armes « motivantes » et un mode multijoueur assez complet, ressent cependant une impression de « déjà joué ». La revue Joypad évoque avec enthousiasme la quantité et l'originalité des armes, et la très bonne construction des niveaux, mais déplore par ailleurs une I.A. moyenne et une difficulté mal dosée. Jeuxvideo.com estime que le maniement des personnages est précis et que le gameplay varié permet au jeu de se renouveler, mais aurait aimé davantage de mini-jeux. Du côté des médias anglophones, GameSpy partage ce dernier avis et précise que le mode multijoueur en ligne est une « fête à déguster », même si le nombre de cartes disponibles est jugé « un peu faible ». GameSpot souligne la présence de nombreuses missions annexes à l'histoire principale mais néanmoins amusantes, tandis que le mode multijoueur « apporte beaucoup de rejouabilité » à ce titre. Ce site américain apprécie particulièrement la possibilité de passer d'une vue à la première personne à celle à la troisième personne, ce qui est « très pratique dans les arènes de combat ». IGN loue un mode solo et un mode multijoueur aussi amusants, divertissants et intéressants l'un que l'autre, tout en saluant un système de jeu « fluide comme du beurre ».
La bande-son du jeu bénéficie tout autant de l'approbation de la presse spécialisée. GameSpot considère que les « effets sonores des armes ont beaucoup de punch, ce qui les rend encore plus puissantes que certaines ne le sont réellement », et félicite l'« excellent » travail des acteurs qui assurent la distribution vocale des personnages. Pour IGN, la personnalité originale des personnages de cet épisode, entre un Capitaine Qwark hystérique, le Président galactique, attachant, et faisant penser à Bill Clinton, et l'humour pince-sans-rire de Clank permet de rehausser un niveau de comédie qui semble parfois forcé et qui souffre de la comparaison avec les personnages de Jak 3. Néanmoins, ce site anglophone applaudit la musique originale de Ratchet and Clank 3, qui, bien que moins bonne que la « superbe partition » du précédent opus, offre des thèmes tantôt dramatiques, tantôt pleins d'action, au point de rivaliser avec les plus belles musiques de la série Final Fantasy. Selon Jeuxvideo.com, la « palette de bruitages, de musiques et de voix bien marrantes » contribuent à « l'ambiance fun et décontractée » du jeu. Enfin, Gamekult se montre plus critique : si le site français remarque la présence d'un son en Dolby Pro-Logic II qui rend les bruitages « très dynamiques et claquants », il n'est pas convaincu par les doublages en français du jeu.

### Ventes et récompenses
En janvier 2005, Ratchet and Clank 3 a été écoulé à 224 400 exemplaires au Japon, ce qui en fait le cinquante-troisième jeu vidéo le plus vendu de l'année 2004 dans ce pays. En décembre 2007, le jeu s'est vendu à 1,15 million d'exemplaires aux États-Unis. En juillet 2007, Insomniac Games annonce avoir vendu un total de 3,2 millions de copies de ce jeu dans le monde. Il s'agit donc de l'un des opus les plus vendus de la série Ratchet and Clank.
Le site spécialisé GameSpot décerne à Ratchet and Clank 3 le prix du meilleur jeu vidéo de plates-formes de l'année 2004. Il est également nommé par ce média pour le prix du meilleur jeu vidéo sur PlayStation 2 de l'année 2004, finalement remporté par Grand Theft Auto: San Andreas.
Ratchet and Clank 3 est nommé lors de l'édition 2005 de l'Interactive Achievement Awards dans les catégories du jeu sur console de l'année, de la réalisation exceptionnelle en animation, de la réalisation exceptionnelle en conception sonore, de la réalisation exceptionnelle en ingénierie visuelle et du meilleur jeu d'action-aventure de plates-formes de l'année.
En 2009, le site spécialisé IGN dresse la liste des vingt-cinq meilleurs jeux vidéo sur PlayStation 2 et classe Ratchet and Clank 3 à la dix-huitième place.

## Postérité
| 2002 | Ratchet and Clank (PS2)             |
| 2003 | Ratchet and Clank 2 (PS2)           |
| 2004 | Ratchet and Clank 3 (PS2)           |
| 2005 | Going Mobile (Mobile)               |
| 2005 | Ratchet: Gladiator (PS2)            |
| 2006 | Clone Home (Mobile, annulé)         |
| 2007 | La taille, ça compte (PSP)          |
| 2007 | Opération Destruction (PS3)         |
| 2008 | Secret Agent Clank (PSP)            |
| 2008 | Quest for Booty (PS3)               |
| 2009 | A Crack in Time (PS3)               |
| 2010 |                                     |
| 2011 | All 4 One (PS3)                     |
| 2012 | Q-Force (PS3)                       |
| 2012 | The Ratchet and Clank Trilogy (PS3) |
| 2013 | Nexus (PS3)                         |
| 2013 | Before the Nexus (App.)             |
| 2014 |                                     |
| 2015 |                                     |
| 2016 | Ratchet and Clank (PS4)             |
| 2017 |                                     |
| 2018 |                                     |
| 2019 |                                     |
| 2020 |                                     |
| 2021 | Rift Apart (PS5)                    |

- Jeux Insomniac Games
- Jeux High Impact Games
- Autres développeurs (Handheld Games,
Idol Minds, Darkside Game)

### Suites et dérivés
Fort du succès de la série et de ce jeu en particulier, Shinbo Nomura publie un manga fondé sur Ratchet and Clank en novembre 2005, Ratchet & Clank: Bang Bang Bang! Critical Danger of the Galaxy Legend. Intitulé Gagaga! Legend Brink of a Galaxy, le premier volume fait intervenir en plus des personnages principaux, Courtney Gears et Klunk tirés de ce jeu et Fizzwidget et Angela Cross tirés de Ratchet and Clank 2. Le deuxième volume, Gag Galaxy Exploding! sort en février 2008.
Le succès de Ratchet and Clank 3 permet à Insomniac Games de développer un quatrième épisode sur PlayStation 2, Ratchet: Gladiator sorti en 2005. Cet opus, à l'atmosphère plus sombre et bien plus centré sur le jeu de tir, met en scène Ratchet, sans Clank, capturé par Gleeman Vox, qui le contraint à remporter une émission de téléréalité, intitulée DreadZone, pour retrouver la liberté. Deux spin-off, développés par la société High Impact Games, fondée par d'anciens employés d'Insomniac Games, voient le jour sur PlayStation Portable et PlayStation 2 : Ratchet and Clank : La taille, ça compte, en 2007 et Secret Agent Clank en 2008. Insomniac Games poursuit ensuite le développement de la série sur PlayStation 3 dès 2007 avec la sortie de Ratchet and Clank : Opération Destruction. Finalement, le studio américain développe sur cette console de jeu un total de cinq opus, au succès inégal, jusqu'en 2013 avec la sortie de Ratchet and Clank: Nexus,,.
Par ailleurs, les apparitions de Ratchet et Clank dépassent les limites de leur propre série. Le duo se retrouve dans PlayStation Move Heroes, un jeu vidéo crossover sorti en mars qui regroupe les duos héroïques de trois séries exclusives de Sony Interactive Entertainment : Ratchet et Clank, Sly Cooper et Bentley de la série Sly Cooper ainsi que Jak et Daxter de la série Jak and Daxter. En 2012, le jeu vidéo PlayStation All-Stars Battle Royale est un crossover réunissant divers personnages issus de plusieurs franchises de jeux vidéo dont les deux héros de Ratchet and Clank.

### Compilation:The Ratchet and Clank Trilogy
En juin 2010, Sony Computer Entertainment annonce la création d'une gamme Classics HD, destinée à publier des compilations de jeux PlayStation 2 sur PlayStation 3, avec une refonte graphique en haute définition. Alors que les joueurs espèrent l'arrivée d'une compilation des trois premiers opus de la série Ratchet and Clank, Insomniac Games se dit prêt à soutenir cette initiative, mais annonce ne pas en assurer le développement,.
En mars 2012, Ted Price, le président-directeur général d'Insomniac Games, officialise la sortie de The Ratchet and Clank Trilogy, prévue pour cette même année. Développée par Idol Mins pour PlayStation 3 et Mass Media pour PlayStation Vita, cette compilation comprend des graphismes en haute définition 1 080 p et en trois dimensions stéréoscopique 720 p, mais aussi des trophées Platine dans chacun des trois épisodes présents dans ce jeu,.

### Citations du jeu
1. ↑  Dr Néfarious : « Citoyen robots de la galaxie de Solana, l'heure de la libération est arrivée ! Les robots ont trop longtemps supporté le fanatisme, l'idiotie, la mollesse et la puanteur des formes de vies organiques. Bientôt tous les robots jouiront de la liberté et de l'égalité, sous l'autorité de ma bienveillante main de fer. Et, quant à vous répugnantes créatures de chair et de sang, vous nous supplierez bientôt de vous DÉSINTÉGRER ! »
— Ratchet and Clank 3, Insomniac Games, PlayStation 2, 2004.
2. ↑  Darla Gratch : « Il y a quelques heures de terrifiants aliens d'une espèce appelée Tyhrranoïde ont attaqué [Veldin] par surprise. […] Ces monstres ne font pas de quartier, et la petite planète pourrait disparaître en l'espace de quelques heures. »
— Ratchet and Clank 3, Insomniac Games, PlayStation 2, 2004.
3. 1 2  Président Phyronix : « Agent Clank, nous devons arrêter le Dr Néfarious ! Comme vous le savez, un seul homme est parvenu à le vaincre. Mes services de renseignement viennent de retrouver la trace de cet homme. »
— Ratchet and Clank 3, Insomniac Games, PlayStation 2, 2004.
4. ↑  Sasha : « Ici le Capitaine Sasha aux commandes du Phénix, le Président m'envoie en renfort. […] Vous avez pu localiser le Capitaine Qwark. […] Amenez-le moi. »
— Ratchet and Clank 3, Insomniac Games, PlayStation 2, 2004.
5. ↑  Capitaine Qwark : « Mesdames et messieurs, et Helga, bienvenue dans la Force-Qwark ! Si vous êtes réunis ici, c'est parce que chacun d'entre vous est un expert dans son domaine. […] Chacun d'entre vous s'est montré digne de porter mon insigne. […] Notre première mission sera d'infiltrer sa base secrète sur la planète Aquatos. Impossible, dites-vous ? Pour un médiocre stratège peut-être… Admirez mon plan de génie ! »
— Ratchet and Clank 3, Insomniac Games, PlayStation 2, 2004.
6. ↑  Ratchet : « Vise-moi ça ! L'intégrale des Agent secret Clank en holovidéos ! Dis donc ce mec est ton plus grand fan ! »
Clank : « C'est plutôt… déroutant. J'ai téléchargé une carte stellaire cryptée, Al pourra peut-être la décoder. »
Ratchet : « Cool, on retourne au Phénix ! »
— Ratchet and Clank 3, Insomniac Games, PlayStation 2, 2004.
7. 1 2  Ratchet : « Quelqu'un vient de projeter un hologramme dans le vaisseau. Je dois absolument savoir d'où vient le signal. »
Al : « Voyons voir… […] Ça vient d'un centre sur la planète Daxx ! […] J'ai trouvé un truc louche. Transfert opérationnel… »
— Ratchet and Clank 3, Insomniac Games, PlayStation 2, 2004.
8. ↑  Ratchet : « Bioblitérateur ? Je vois ce que tu veux dire… Et qu'est-ce que ça fait au juste ? »
Clank : « Cette information a été effacée. »
Ratchet : « Hmmm… Et il est où ce truc ? »
Clank : « Aucune idée. »
— Ratchet and Clank 3, Insomniac Games, PlayStation 2, 2004.
9. ↑  Courtney Gears : « Ceci est adressé à vous tous robots de la galaxie,
Il est temps pour vous et moi de se lever et de frapper à nouveau !
Nous ne nous arrêtons pas avant de dominer. Ne nous sentirons-nous pas bien,
Quand nous exterminerons toutes vies organiques ? »
— Ratchet and Clank 3, Insomniac Games, PlayStation 2, 2004.
10. ↑  Dr Néfarious : « Vous êtes un héros pour tous les robots de la galaxie, et vous refusez d'assumer votre destinée ! Vous préférez plutôt lécher les pieds des bouseux organiques ! N'avez-vous plus aucune dignité, agent Clank ? »
Clank : « Les formes de vie organique ont autant le droit d'habiter cette galaxie que nous. Je ne vois aucune raison d'… »
Dr Néfarious : « Vous voulez une raison valable ? Allions-nous ! Et ensemble nous dominerons la galaxie des robots ! Si vous refusez, vous continuerez de trahir les vôtres, et vous suivrez alors vos bouseux adorés jusque dans les méandres de l'oubli ! »
— Ratchet and Clank 3, Insomniac Games, PlayStation 2, 2004.
11. ↑  Ratchet : « Quoi ?! Ils ont transformé Skidd en robot ! Mais enfin, c'est impossible ! »
Clank : « Pas pour le docteur Néfarious. »
Courtney Gears : « N'aie pas peur Ratchet, tu sentira rien mon lou. Enfin presque… »
— Ratchet and Clank 3, Insomniac Games, PlayStation 2, 2004.
12. 1 2  Sasha : « Croiseur de Néfarious localisé. Il fait le plein dans le spatio-port de Zeldren. Le Capitaine Qwark est déjà en route. »
Ratchet : « Hmmm… C'est peut-être un piège ! Alors comme ça Courtney Gears voulait nous avoir… De toutes façons c'est certainement notre seule chance d'arrêter Néfarious. Rejoignons Qwark au spatio-port. […] Allez Clank, on s'occupera de Skidd plus tard. »
— Ratchet and Clank 3, Insomniac Games, PlayStation 2, 2004.
13. ↑  Dr Néfarious : « Si je t'ai entraîné ici c'est pour mieux te vaincre ! »
Haut-parleur : « Séquence d'auto-destruction activée. Préparez-vous à mourir. »
Dr Néfarious : « Lawrence, téléporte-nous donc ailleurs ! »
— Ratchet and Clank 3, Insomniac Games, PlayStation 2, 2004.
14. ↑  Ratchet : « Qu'est-ce que tu attends, ce vaisseau va exploser d'une seconde à l'autre ! »
Capitaine Qwark : « Je crois que j'ai vu quelque chose d'important. Je dois vérifier. Je vous retrouve à l'astronef. »
— Ratchet and Clank 3, Insomniac Games, PlayStation 2, 2004.
15. ↑  Ratchet : « Hé ! Une capsule de secours ! Elle doit venir du croiseur galactique. Et là ! Regarde ! Des empreintes ! Quelqu'un d'autre est sorti de ce vaisseau vivant ! »
— Ratchet and Clank 3, Insomniac Games, PlayStation 2, 2004.
16. ↑  Capitaine Qwark : « Hé, petit bonhomme, comment tu m'as retrouvé ? »
Ratchet : « Grâce à ton Vidéo-Fun secret, Qwark. »
Capitaine Qwark : « Ça… Bon… […] Quand je me suis échappé du croiseur galactique frôlant la mort à quelques nanosecondes près, j'ai alors eu une révélation. J'aurais pu mourir, moi, le Capitaine Qwark ! Imaginez, toute une galaxie privée de… moi ! »
— Ratchet and Clank 3, Insomniac Games, PlayStation 2, 2004.
17. ↑  Sacha : « Bien joué Clank ! Vous venez de sauver la galaxie toute entière ! Mais ce n'est pas encore fini… Al a fini de décoder le disque de données. On a découvert que Néfarious a construit un autre Bioblitérateur, un tout nouveau modèle, encore plus dangereux que celui que tu as détruit. »
— Ratchet and Clank 3, Insomniac Games, PlayStation 2, 2004.
18. ↑  Dr Néfarious : « Lawrence ! Enclenchez le téléporteur. »
Lawrence : « Cela vous embêterait de préciser la destination, monsieur ? »
Dr Néfarious : « Peu importe, du moment qu'on s'en va. »
— Ratchet and Clank 3, Insomniac Games, PlayStation 2, 2004.
19. ↑  Darla Gratch : « Nous voici en direct de la première du dernier holofilm de la célèbre série Agent secret Clank. L'ambiance est particulièrement électrique ce soir, tandis que des milliers de fans fanatiques sont venus acclamer leurs stars favorites. »
— Ratchet and Clank 3, Insomniac Games, PlayStation 2, 2004.